# Centro Nacional de la Música

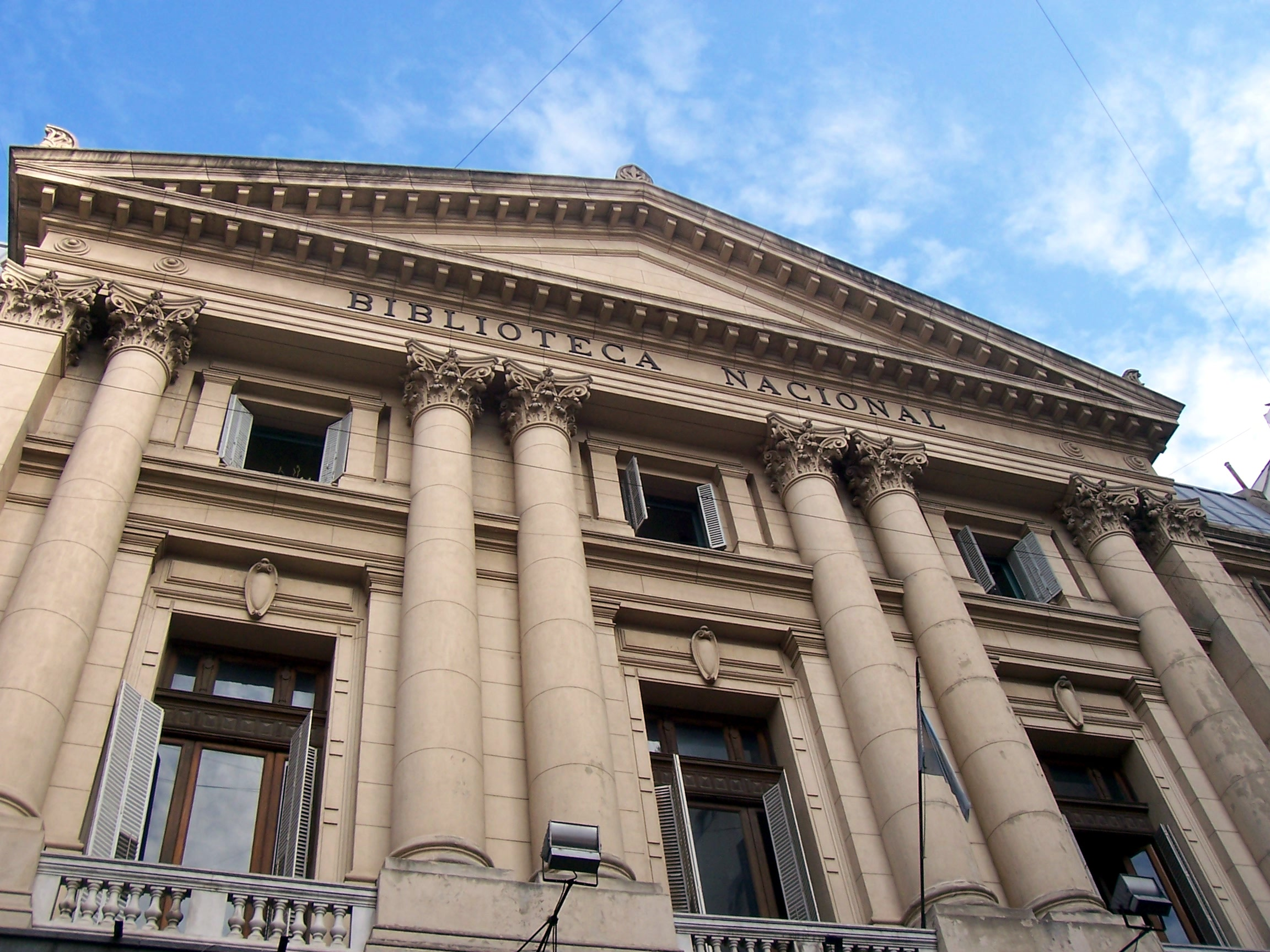
Centro Nacional de la Música.

Le Centro Nacional de la Música ou Centre national de la Musique est un bâtiment historique situé dans le quartier San Telmo de Buenos Aires, la capitale de l'Argentine.

## Historique
Destiné primitivement à accueillir les locaux de la Loterie nationale de Bienfaisance, l'édifice fut construit par l'architecte italien Carlos Morra. Les travaux commencèrent en 1896. Cependant, la Bibliothèque nationale d'Argentine, alors sous la direction de Paul Groussac souffrait d'un manque de place dramatique qui nécessitait une solution d'urgence. En effet, durant les dernières années du XIXe siècle, le patrimoine bibliographique avait connu une énorme expansion. Il fut donc décidé en 1900 d'affecter les nouveaux locaux non pas à la Loterie, mais à la Bibliothèque. L'architecte procéda donc à des modifications en ce sens, en vue d'adapter l'édifice à sa nouvelle fonction. Le nouveau bâtiment fut inauguré en présence du président de la république de l'époque, Julio Argentino Roca, en décembre 1901. Le bâtiment fut le siège de la Bibliothèque nationale d'Argentine de 1901 à 1996. À cette date, il fut réaffecté en tant que siège du Centre national de la Musique, son utilisation actuelle.

## Description
L'immeuble fut construit dans la calle México n° 564, c’est-à-dire dans la section comprise entre les carrefours de celle-ci avec les calle Perú et calle Bolivar.
Ce bâtiment dut déjà être agrandi en 1906, ce que fit le même architecte, si bien qu'il atteignit le coin de la calle Perú, mais sans perdre son unité architecturale.
La façade de style classique présente un corps central en forme de portique de temple grec avec colonnes de style corinthien à fût cannelé, appuyé sur un socle de granit, et couronné d'un fronton triangulaire. 
La façade présente cinq portes dont trois dans le corps central de l'immeuble.
Le très luxueux vestibule est couvert de voûtes soutenues par des colonnes d'ordre ionique. Leur fût est lisse et fait de stuck rose, tandis que les chapiteaux sont polychromes. Le sol est revêtu de mosaïque calcaire à dessins abstraits.
La grande salle de lecture est à la fois superbe et luxueuse. De plan carré, 
elle est entourée d'étagères et d'un balcon continu tout au long du premier étage. Elle est couronnée d'une sorte de coupole munie de larges fenêtres, éclairant la salle. La lumière est aussi fournie par un grand vitrail.
Enfin l'escalier principal possède une superbe balustrade de fer forgé, avec divers éléments de 
bronze. La cage d'escalier est entourée de colonnes ioniques, et recouverte de trois belles voûtes.

## Monument historique national
Par décret signé du président Nestor Kirchner l'édifice a été déclaré « Monument Historique National » en 2004.